# Kvarnagårdens vattenverk

Kvarnagårdens vattenverk ligger invid Himleån vid Kvarnagården i östra Varberg. Vattenverket levererar kranvatten till stora delar av Varbergs centralort.
Vattnet kommer från ytvatten. På vattenverket höjs vattnets hårdhet, pH-värde och alkalinitet med hjälp av kalk och kolsyra. Det filtreras också i ett sandfilter. Kloramin tillsätts för att ta bort bakterier. Vattnet passerar slutligen en barriär med ultraviolett ljus.
Vattnet i Varberg har ett pH-värde på 8,3. Vattenhårdheten är 4,0 ºdH, vilket räknas som mjukt vatten.